# Hinohara (Tokio)
Hinohara (檜原村 Hinohara-mura?) es una villa que se encuentra al extremo oeste de Tokio, Japón; específicamente dentro del distrito de Nishitama.
Según datos del 2010, la villa tiene una población estimada de 2.605 habitantes y una densidad de 24,7 personas por km². El área total es de 105,42 km².
Fue establecida en 1889 y consiste en una zona montañosa (distrito montañoso de Kantō) y mayoritariamente boscosa (aproximadamente un 93% de su territorio), con una densidad poblacional muy baja comparada con el resto de Tokio. Administrativamente es la única villa dentro de la zona continental de Tokio (existen otras villas, pero en la zona insular).
El punto más alto es el monte Mitō (1.531 m), y también destacan otros picos como el monte Gozen (1.405 m), el monte Ōtake (1.266 m), el monte Sangoku (960 m), el monte Shōtō (990 m), el monte Ichimichi (795 m), el monte Usuki (842 m), etc. En esta zona recorren las dos ramas del río Aki (norte y sur), uno de los principales afluentes de la cuenca superior del río Tama.
La economía está basada principalmente en la silvicultura, sobre todo en el cultivo del hinoki, árbol que da el nombre a la villa.

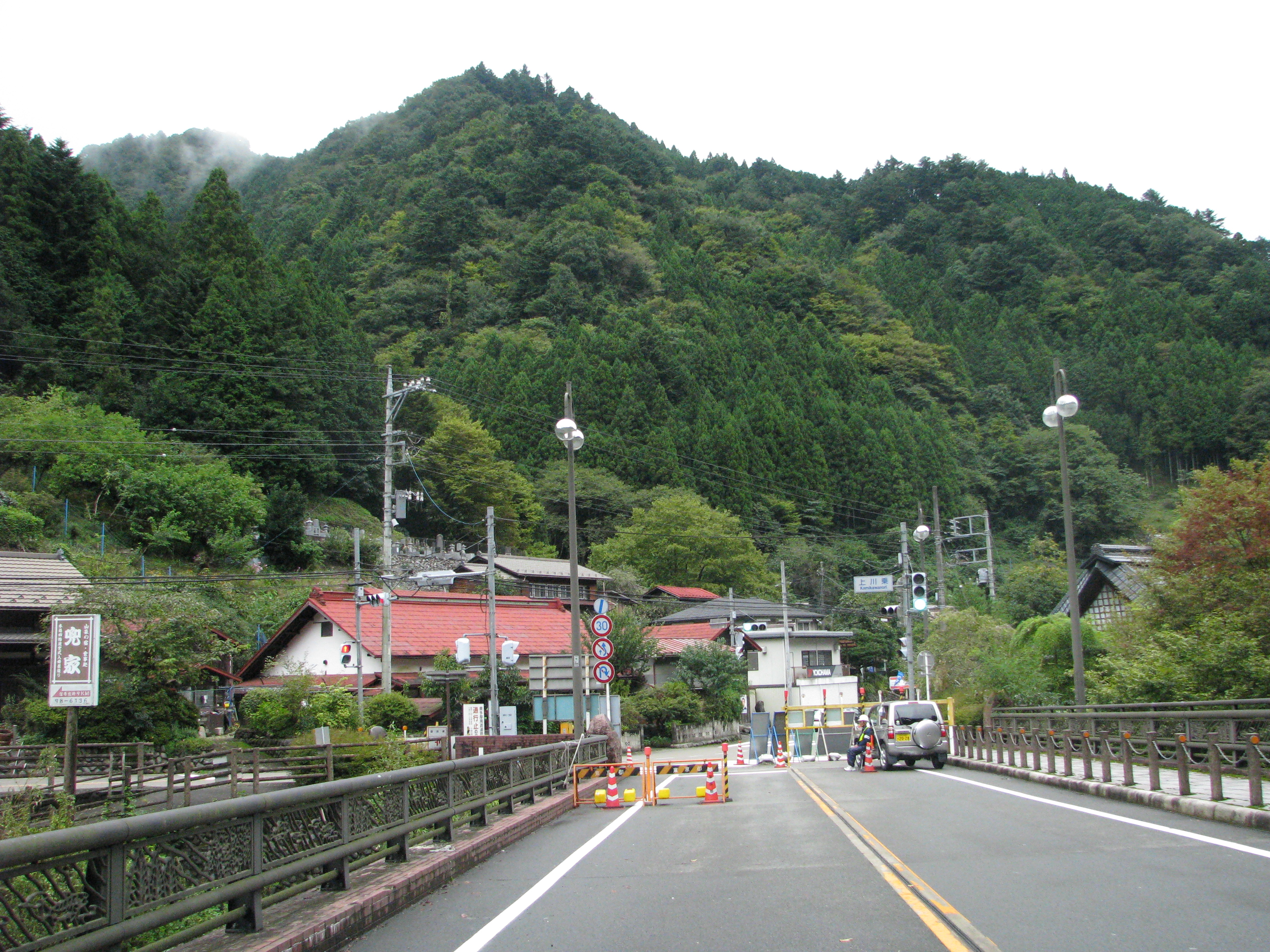
Vista de Hinohara.

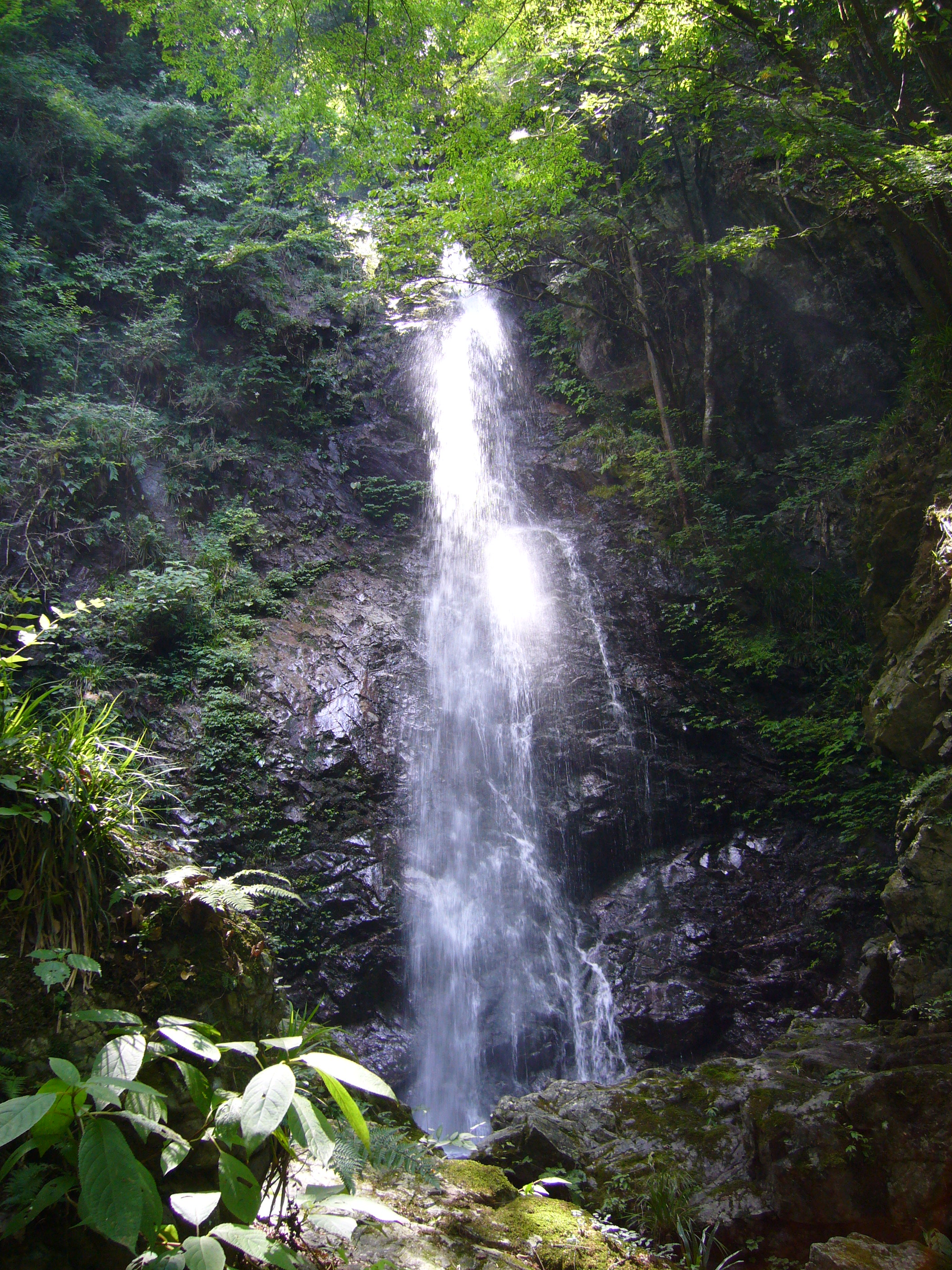
Cataratas de Hossawa